# Nishineuria
Nishineuria is een geslacht van steenvliegen uit de familie borstelsteenvliegen (Perlidae). De wetenschappelijke naam van het geslacht is voor het eerst geldig gepubliceerd in 1990 door Uchida.

## Soorten
Nishineuria omvat de volgende soorten:
- Nishineuria cornuta Uchida, 1990